# NRW-Pokal (Eishockey)
Der Eishockey-NRW-Pokal ist ein Wettbewerb, der in loser Folge bislang viermal ausgetragen worden ist. In seinen ersten beiden Austragungen war der Eissport-Verband Nordrhein-Westfalen der Ausrichter, die beiden folgenden Wettbewerbe richtete der Eishockeyverband Nordrhein-Westfalen aus. Dieser Wettbewerb ist nicht zu verwechseln mit den oft als Pokalrunden bezeichneten Platzierungs- oder Qualifikationsrunden der diversen Ligen auf NRW-Ebene. Der eigentliche NRW-Pokal wurde dabei dreimal vorwiegend im K.-o.-Modus ausgetragen, einmal im Ligamodus.

## Geschichte
Bei seiner ersten Austragung in der Saison 1976/77 war der NRW-Pokal qualitativ am besten besetzt, da alle nordrhein-westfälischen Mannschaften aus der 1. Bundesliga, 2. Bundesliga, Oberliga und Regionalliga teilgenommen hatten. Dennoch galt der Wettbewerb lange als vergessen. Wenn überhaupt wurden die Spiele von den Vereinen als Freundschaftsspiele in Vereinspublikationen aufgeführt. Tatsächlich handelte es sich aber um Pflichtspiele, da der LEV NRW als Veranstalter auftrat und gar Sponsoren akquiriert hatte, die den drei Teilnehmern der Finalrunde 10.000 Deutsche Mark zugesichert hatten. Je nach Ligenzugehörigkeit stiegen die Mannschaften in einer späteren Runde in den Wettbewerb ein. Kurioserweise sollte die Finalrunde erst in der Vorbereitungsphase der Folgesaison ausgetragen werden, was sich aber weiter verzögerte, weil die Düsseldorfer EG anderweitige Vorbereitungsspiele vereinbart hatte. So fanden die letzten Spiele erst im Dezember 1977 während einer Länderspielpause statt. Das verwässerte den Wettbewerb weiter, weil den drei Bundesliga-Vereinen Kölner EC, Düsseldorfer EG und Krefelder EV daher die Nationalspieler fehlten. Sieger wurde schließlich die Düsseldorfer EG. Ein Spiel der Finalrunde (Krefelder EV – Düsseldorfer EG) war zudem Bestandteil eines Vorbereitungsturniers des KEV um den so genannten Rhenania-Alt-Cup, das kurzerhand auch für den NRW-Pokal gewertet wurde.
Erst in der Saison 2010/11 führte der LEV NRW abermals einen NRW-Pokal durch, der eigentlich auch der Qualifikation zum DEB-Pokal dienen und an dem die Mannschaften von der Oberliga West bis zur Bezirksliga NRW teilnehmen sollten. Die Bezirksligisten verzichteten allerdings in großer Zahl auf die Teilnahme, sodass zahlreiche Spiele der ersten Runde nicht ausgetragen wurden. Außerdem zweifelten die Roten Teufel Bad Nauheim, die als Teilnehmer der Oberliga West startberechtigt waren, an, dass der NRW-Pokal-Sieger wirklich am DEB-Pokal teilnehmen dürfe. Die Nauheimer sagten schließlich das Achtelfinalspiel in Essen ab; auch Terminschwierigkeiten spielten eine Rolle. Da es aus Verletzungsgründen zu weiteren Spielabsagen kam, wurde der Wettbewerb in der Folgesaison nicht mehr ausgetragen. Im Endspiel gewann der Herner EV gegen die Füchse Duisburg.
Der Eishockey-Verband NRW rief den Wettbewerb zur Saison 2019/20 für die Mannschaften der Regionalliga und Landesliga erneut ins Leben. Da das Finale bereits am 21. Januar 2020 ausgetragen wurde, fiel dieser Wettbewerb nicht dem Saisonabbruch in Folge der Covid-19-Pandemie zum Opfer. So gewannen die Hammer Eisbären den NRW-Pokal im Finale gegen die Ratinger Ice Aliens.
In der Folgesaison fand auf NRW-Ebene keine Saison beziehungsweise nur wenige Spiele in der Bezirksliga statt, ehe der erneute Lockdown eine Saisonabsage nötig machte. In der immer noch von den Auswirkungen der Pandemie betroffenen Saison 2021/22 bot der EHV NRW den Vereinen einen Pokalwettbewerb im Rahmen der Saisonvorbereitung an, an dem aber nur vier Teams teilnahmen. Der Wettbewerb wurde im Jeder-gegen-Jeden-Modus in Tabellenform ausgetragen. Sieger wurden die Ratinger Ice Aliens.

## Siegerliste
- 1976/77 Düsseldorfer EG
- 2010/11 Herner EV
- 2019/20 Hammer Eisbären
- 2021/22 Ratinger Ice Aliens